# Beierolpium soudanense
Beierolpium soudanense är en spindeldjursart som först beskrevs av Max Vachon 1940.  Beierolpium soudanense ingår i släktet Beierolpium och familjen Olpiidae.

## Underarter
Arten delas in i följande underarter:
- B. s. franzi
- B. s. soudanense